# Refrath
Refrath ist ein Stadtteil von Bergisch Gladbach und gehört unter Nr. 61 zum Statistik-Bezirk 6 der Stadt.

## Lage und Umgebung
Der Name Refrath setzt sich zusammen aus dem Namensteil Ref, was so viel heißt wie „Ufer“ und rath, was übersetzt „Rodung“ bedeutet.
Im Süden Refraths fließt der Frankenforstbach, der von Bensberg kommend zunächst die Stadtteile Frankenforst, Kippekausen, Lustheide und Refrath passiert und anschließend die Stadtgrenze nach Köln quert. Dort ändert sich sein Name in Bruchbach. Nördlich von Köln-Merheim vereinigt er sich mit dem Flehbach zum Faulbach.

## Geschichte
Die vom Heimatforscher Gerd Müller vertretene Meinung, dass die Geschichte von Refrath im Jahr 855 mit einer Rodeerlaubnis von Kaiser Lothar I. an Schwiegersohn Graf Giselbert II. begann, ist nach neueren Forschungen auszuschließen. Erste sichere schriftliche Hinweise lassen sich erst für das 12. Jahrhundert nachweisen.

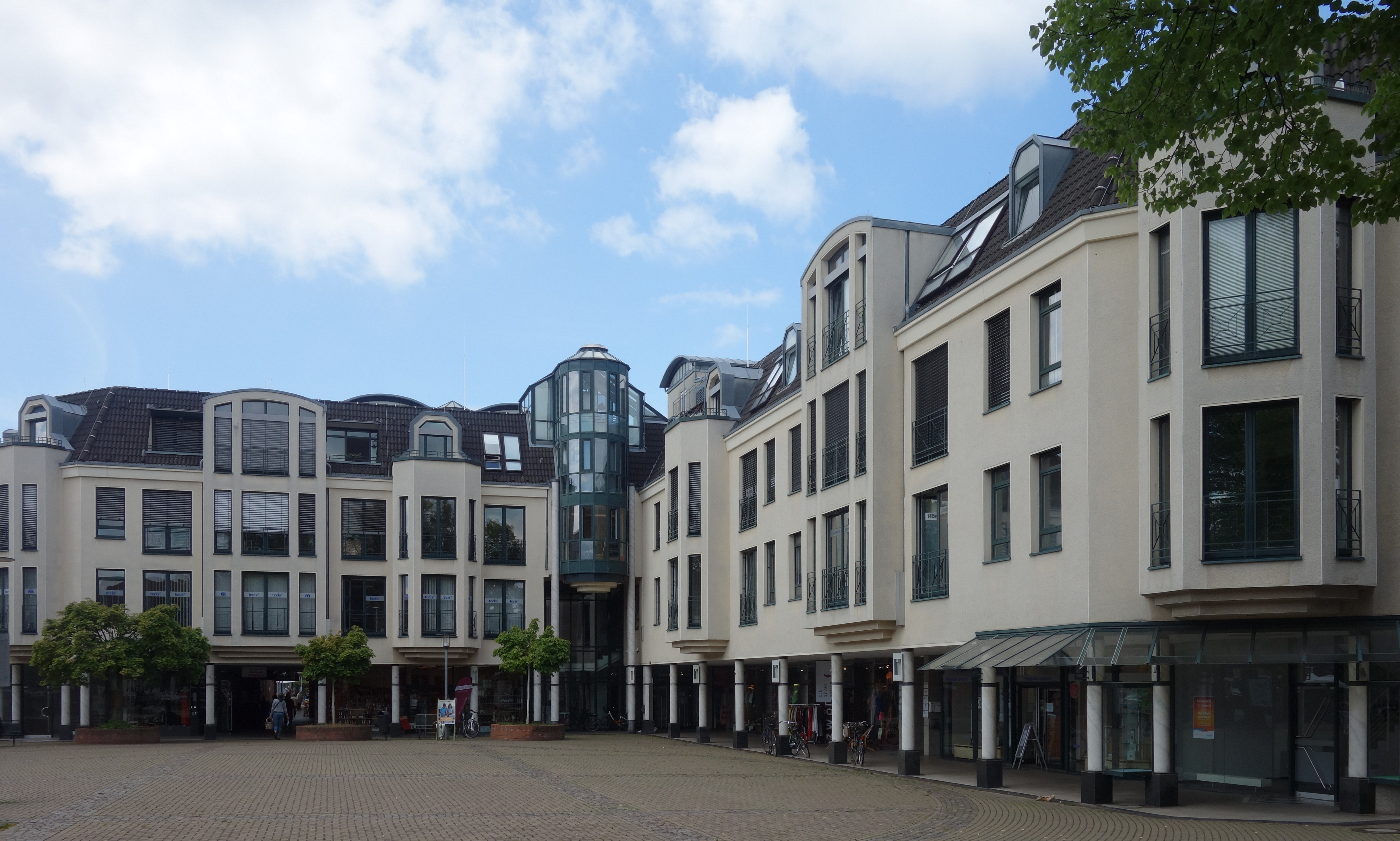
Peter-Buerling-Platz

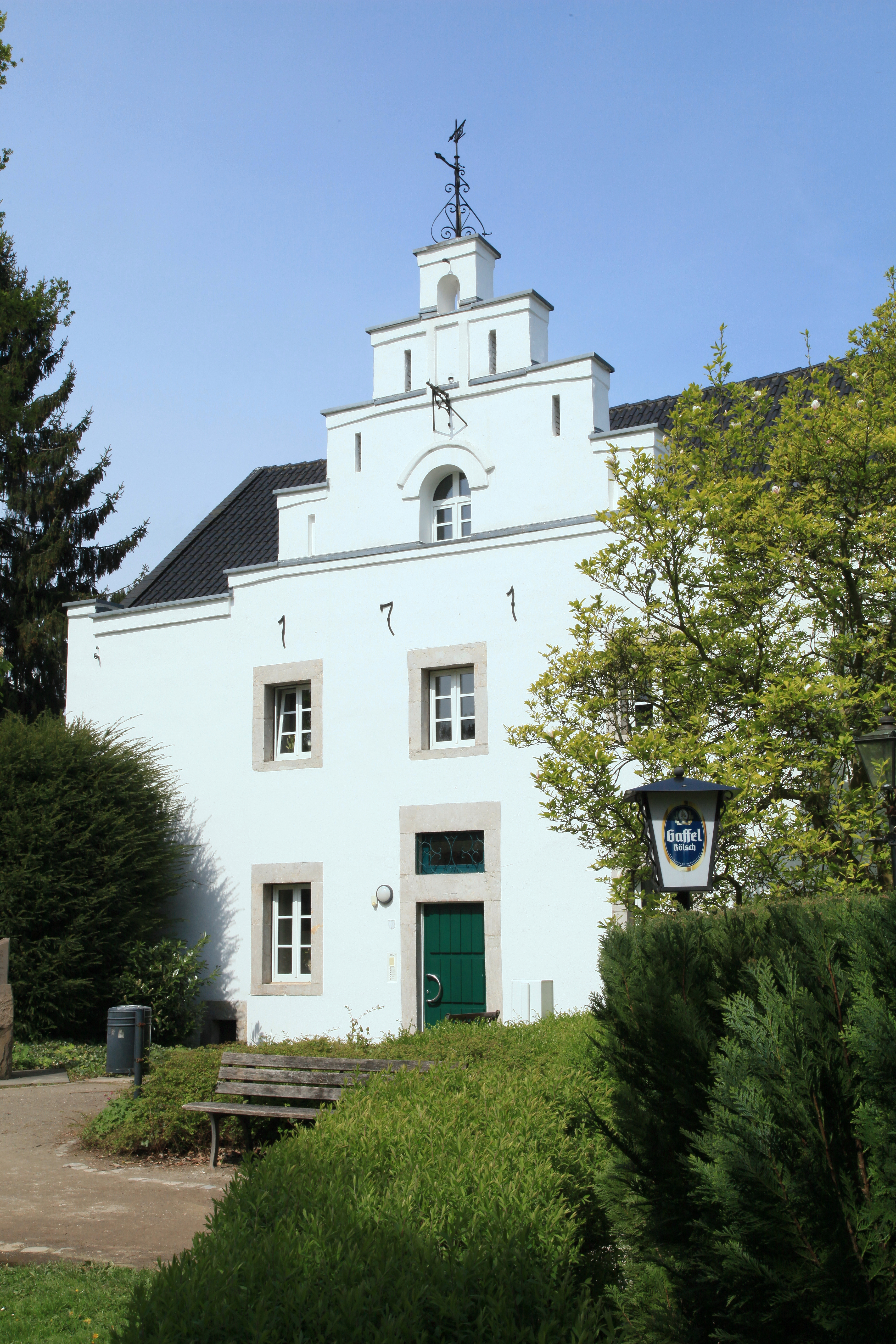
Haus Steinbreche

Im Jahr 1586 lebten in Refrath 140 bis 150 Personen, nach dem Dreißigjährigen Krieg sind für die Jahre 1648 bis 1660 auf Refrather Gebiet 29 Güter nachweisbar. Um 1700 wurden die Steinbrucharbeiten an der Steinbreche für das Bensberger Schloss aufgenommen, 1712 kam es zum Bau des Hauses Steinbreche.
Die Topographia Ducatus Montani des Erich Philipp Ploennies, Blatt Amt Porz, belegt, dass der Wohnplatz 1715 als Kirchdorf kategorisiert wurde und mit Rafrath bezeichnet wurde.
Carl Friedrich von Wiebeking benennt die Hofschaft auf seiner Charte des Herzogthums Berg 1789 als Raefrath. Aus ihr geht hervor, dass Refrath zu dieser Zeit Teil der Honschaft Refrath im Kirchspiel Bensberg war.
Unter der französischen Verwaltung zwischen 1806 und 1813 wurde das Amt Porz aufgelöst und Refrath wurde politisch der Mairie Bensberg im Kanton Bensberg zugeordnet. 1816 wandelten die Preußen die Mairie zur Bürgermeisterei Bensberg im Kreis Mülheim am Rhein.
Der Ort ist auf der Topographischen Aufnahme der Rheinlande von 1824 und auf der Preußischen Uraufnahme von 1840 als Refrath verzeichnet. Ab der Preußischen Neuaufnahme von 1892 ist er auf Messtischblättern regelmäßig verzeichnet.
| Jahr | Einwohner | Wohngebäude | Kategorie | Politische / kirchliche Zugehörigkeit         |
| ---- | --------- | ----------- | --------- | --------------------------------------------- |
| 1822 | 181       |             | Dorf      | Bürgermeisterei Bensberg, Kirchspiel Bensberg |
| 1830 | 247       |             | Dorf      | Bürgermeisterei Bensberg, Pfarre Bensberg     |
| 1845 | 38        | 6           | Kirchdorf | Bürgermeisterei Bensberg, Pfarre Bensberg     |
| 1871 | 93        | 11          | Dorf      | Bürgermeisterei Bensberg, Pfarre Refrath      |
| 1885 | 111       | 16          | Wohnplatz | Bürgermeisterei Bensberg, Pfarre Refrath      |
| 1895 | 89        | 15          | Wohnplatz | Bürgermeisterei Bensberg, Pfarre Refrath      |
| 1905 | 93        | 15          | Wohnplatz | Bürgermeisterei Bensberg, Pfarre Refrath      |

Die Vikarie wurde 1734 erbaut und diente ab 1758 als ständiger Wohnsitz eines Vikars und erste Schule des Ortes. 1846 wurde Refrath wieder selbstständige katholische Pfarre, der erste Pfarrer hieß Dolman. Zwischen 1864 und 1872 wurde die Kirche am Siebenmorgen St. Johann Baptist erbaut.
Im Jahr 1892 zählte das gesamte Kirchdorf Refrath 1693 Einwohner. 1899 kam es zur Gründung der Freiwilligen Feuerwehr Refrath durch Bürgermeister Bausch und 14 Jahre später wurde die Straßenbahnlinie Brück-Bensberg fertiggestellt. Elektrifiziert wurde Refrath nach dem Ersten Weltkrieg im Jahr 1921.
Ab 1947 war aus dem alten Kirchdorf Refrath ein Stadtteil Bensbergs geworden, das selbst erst in diesem Jahr zur Stadt erhoben worden war. 1955 wurde Refrath in die Stadtteile Refrath und Frankenforst aufgeteilt. Der Baubeginn der Parksiedlung Kippekausen lag im Jahr 1959.
Mit der Zusammenlegung der beiden Städte Bergisch Gladbach und Bensberg zur neuen Stadt Bergisch Gladbach im Jahr 1975 aufgrund des Köln-Gesetzes wurde der alte Bensberger Stadtteil Refrath zunächst in Wohnplätze und 2015 schließlich in die neuen Stadtteile Refrath, Alt Refrath, Kippekausen und Lustheide aufgeteilt. Zusammen mit dem schon vorher selbständigen Stadtteil Frankenforst bilden diese Stadtteile den so genannten Statistischen Bezirk 6 der Stadt Bergisch Gladbach und den Postleitzahlbereich 51427.

## Bevölkerung
Nach der EDV-Einwohnerdatei verfügte Refrath am 30. Juni 2017 über 9131 Einwohner, davon 572 Ausländer und ist damit der bevölkerungsstärkste Stadtteil der Stadt Bergisch Gladbach. Die Altersgruppe über 65 Jahre war mit 2482 Einwohnern (davon 82 Ausländer) deutlich größer als die Altersgruppe unter 18 Jahre mit nur 1350 Einwohnern (davon 66 Ausländer).

## Kirchen

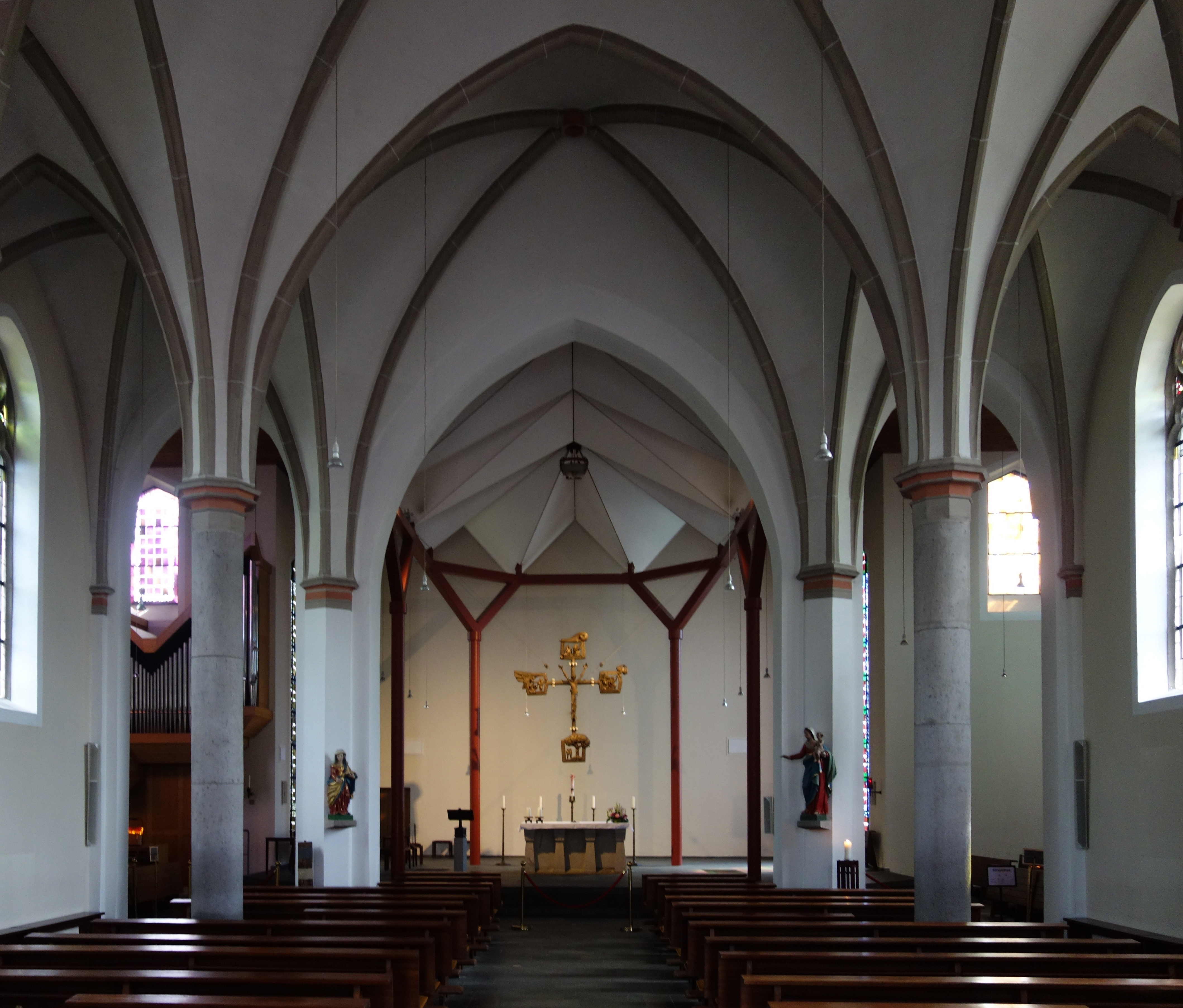
Innenraum von St. Johann-Baptist
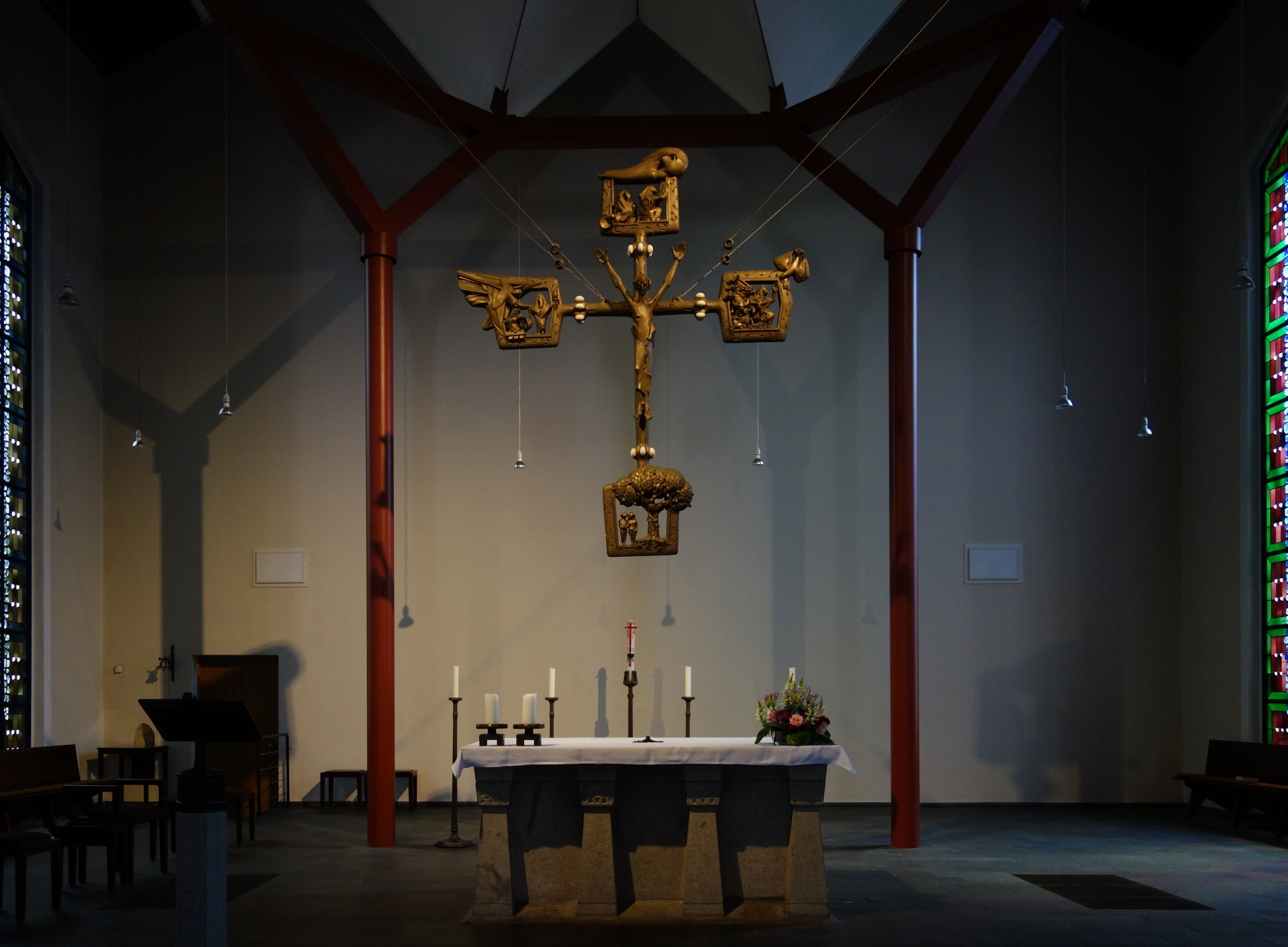
Altar von St. Johann-Baptist
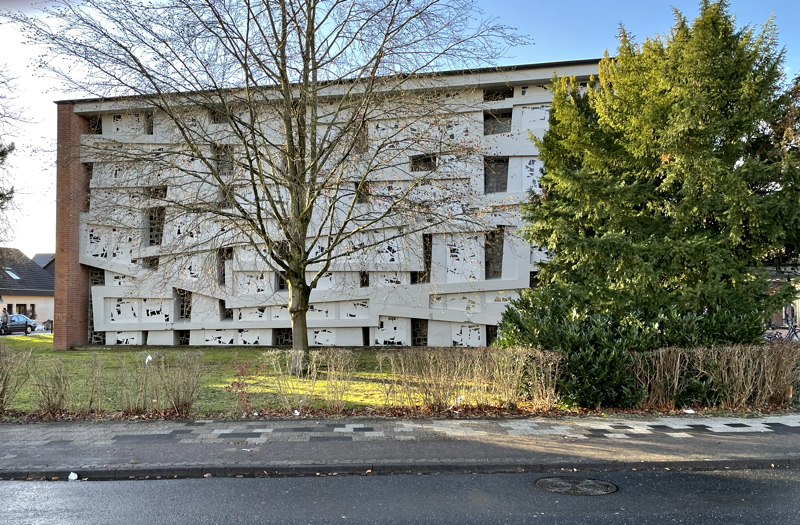
St. Elisabeth, Ostfassade

Seit 1871 steht im Zentrum von Refrath (Kirchplatz) die Kirche St. Johann Baptist. Die dreischiffige Hallenkirche entstand ab 1864 nach einem Entwurf und unter der Leitung von Vincenz Statz. Am 20. August 1865 stürzte – durch Mängel in der Ausführung des Unternehmers Rosenbaum aus Mülheim – der Turm ein. 1963 wurde das Kirchenschiff nach Entwürfen von Karl Band erweitert. St. Johann Baptist ist Pfarrkirche der Katholischen Kirchengemeinde St. Johann Baptist Refrath/Frankenforst. Zu den Filialkirchen der Gemeinde zählen St. Elisabeth (Refrath, In der Auen; 1963 erbaut, Architekt Bernhard Rotterdam), die Alte Katholische Pfarrkirche Refrath in Alt Refrath und St. Maria Königin im benachbarten Stadtteil Frankenforst.
Die Evangelische Kirche Refrath (Vürfels) wurde 1953 erbaut und in den Jahren 1981 und 1993 erweitert. Sie ist Teil der Evangelischen Kirchengemeinde Bensberg.

## Bergbau
Seit 1856 war in Refrath im Bereich der Immanuel-Kant-Straße/Adalbert-Stifter-Straße die Grube Alemannia auf die Gewinnung von Eisenerz verliehen worden.

## Infrastruktur
Refrath liegt nahe an der Autobahn A 4 und kann sehr günstig über die beiden Anschlussstellen Nr. 18 „Refrath“ und Nr. 19 „Frankenforst“ erreicht werden. Mit der Kölner Stadtbahn-Linie 1 kann man in kurzen Abständen in Richtung Bensberg oder Köln fahren.
Die Innenstadt von Bergisch Gladbach wird durch die wupsi-Buslinien 451 und 452 erschlossen.
Darüber hinaus verbindet ein Schnellbus (SB 40) Refrath über die Autobahn mit dem Kölner Hauptbahnhof.
| Linie | Verlauf | Takt   |
| ----- | --- | ------ |
| 1     | Weiden West – Junkersdorf – Rheinenergiestadion – Müngersdorf – Braunsfeld – Aachener Str./Gürtel – Moltkestraße – Rudolfplatz – Neumarkt – Heumarkt – U Bf. Deutz/Messe – U Deutz Technische Hochschule – U Kalk Post – U Kalk Kapelle – U Fuldaer Straße – U Sportpark Höhenberg – Merheim – Brück – Lustheide – Refrath – Kippekausen – Frankenforst – Neuenweg – Kölner Str. – Im Hoppenkamp – U Bensberg | 10 min |

## Sportvereine
- Der Turn-Verein Refrath e. V. (TVR) existiert seit 1893. Insbesondere dessen Badminton-Abteilung hat auch überregionale Bedeutung, die 1. Mannschaft spielt seit der Saison 2009/2010 in der 1. Bundesliga. In der Vergangenheit konnten u. a. Erfolge bei der U19-Europameisterschaft 2005 in Form von zwei Medaillen erzielt werden.
- Seit 1926 gibt es zudem den Sport-Verein Refrath/Frankenforst e. V. Die Schwerpunkte in diesem Sportverein liegen in den Bereichen Fußball, Tennis und Segeln.
- Der 1956 gegründete Radsportverein Staubwolke Refrath e. V. richtet alljährlich das Radrennen Rund in Refrath aus.